# Fédération britannique de tennis
Pour les articles homonymes, voir LTA.
La Fédération britannique de tennis, ou Lawn Tennis Association (LTA), est la fédération qui organise le tennis en Grande-Bretagne, aux îles Anglo-Normandes et à l'île de Man. Elle a été créée le 26 janvier 1888 ce qui en fait l'une des fédérations sportives les plus anciennes du monde. Elle est affiliée à la Fédération internationale de tennis.
Les revenus de la LTA proviennent majoritairement du tournoi de Wimbledon qu'elle co-organise avec le All England Club.
En 2007, La LTA décide de se doter d'un centre d'entraînement national (National Tennis Centre) à Roehampton pour améliorer la formation des jeunes joueurs Britanniques et y installe son siège.